# Valerius Licinianus Licinius

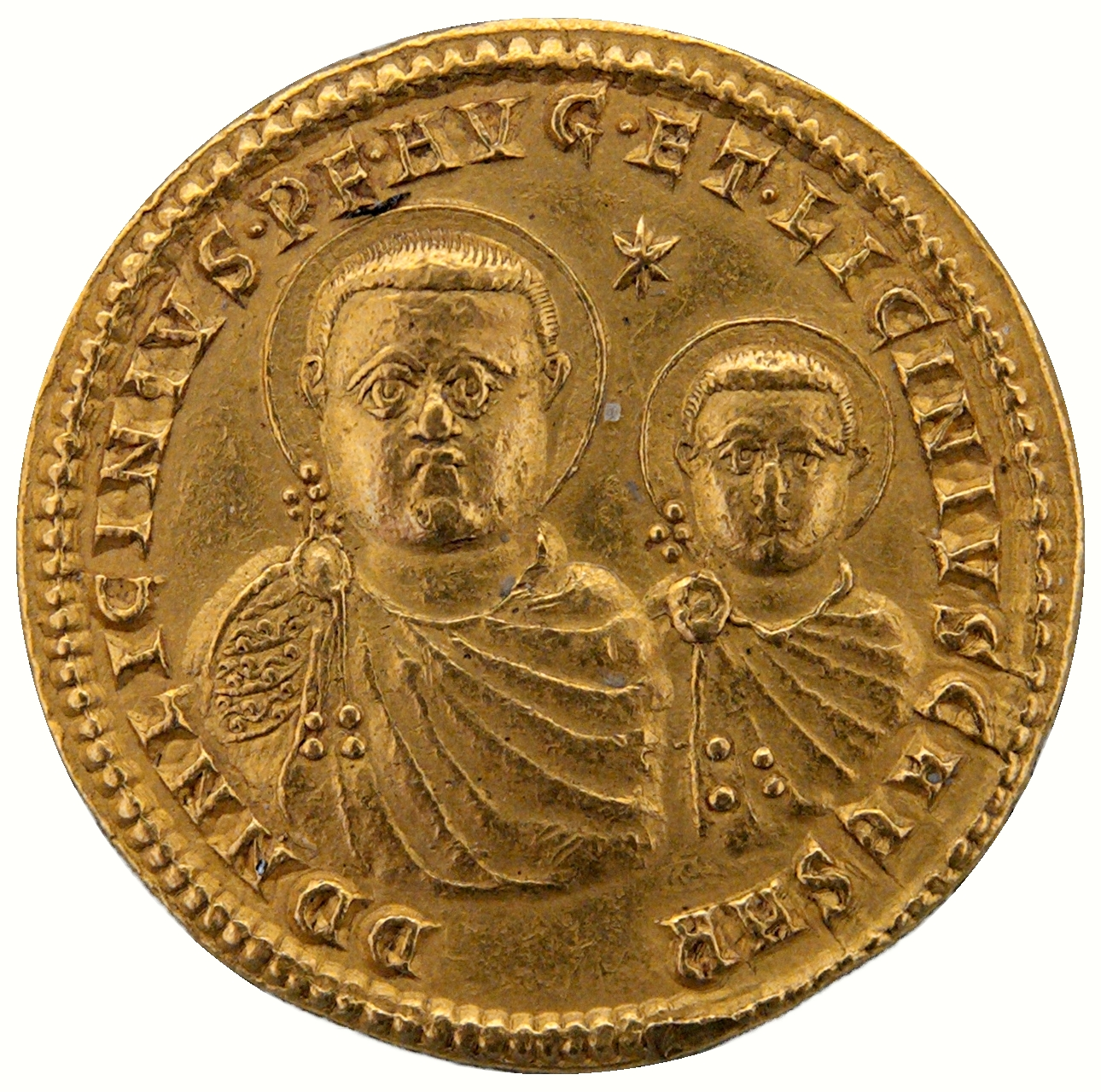
Idősebb és ifjabb Licinius egy aranypénzen

Valerius Licinianus Licinius (315. július vagy augusztus – 326) Flavius Galerius Licinius császár fia, kétszeres consul, a Római Birodalom keleti részeinek caesarja. Ezeket a címeket gyermekkorában érte el, alig 11 évesen kivégezték.
Édesanyja Licinius felesége, Flavia Iulia Constantia, I. Constantinus féltestvére. Tanítója a híres grammatikus, Flavius Optatus, a 334. év consulja volt. 317. március 1-jétől, nem egészen kétéves korától viselte a caesari rangot. 319-ben consul, majd 321-ben is kinevezte apja, de ezt I. Constantinus már nem ismerte el. A 324-es chrysopolisi csata után Constantinus börtönbe vetette apját Thesszalonikiben, majd rövidesen felakaszttatta. Az ifjabb Liciniust valamivel később végezték ki, talán Crispusszal kapcsolatos gyanú miatt. Egyes források szerint az ifjabb Licinius 336-ban Carthagóban volt szövőrabszolga, de ez a Licinius valószínűleg a császár egy másik, törvénytelen fia.
| Elődei: Licinius és Crispus | Consul 319 collega: I. Constantinus (Róma) | Utódai: I. Constantinus és II. Constantinus |

| Elődei: I. Constantinus és II. Constantinus | Consul 321 collega: Constantinus | Utódai: Anicius Iulianus és Probianus |